# Brad Walker
Brad Walker (* 21. června 1981, Aberdeen, Jižní Dakota) je americký atlet, jehož specializací je skok o tyči. V roce 2006 se stal v Moskvě halovým mistrem světa a je mistrem světa z roku 2007. Mezi jeho největší úspěchy patří rovněž stříbrná medaile z mistrovství světa 2005 a stříbro z halového šampionátu 2008.
8. června 2008 překonal v americkém Eugene laťku ve výšce 604 cm, čímž překonal o jeden centimetr národní rekord Jeffa Hartwiga, který držel hodnotou 603 cm rekord od 14. června 2000. Zároveň se zařadil na čtvrté místo historických tabulek, když výše skočili jen Sergej Bubka, Maxim Tarasov a Dmitrij Markov. Na letních olympijských hrách 2008 v Pekingu patřil mezi adepty na medaili. Jeho cesta však skončila v kvalifikaci, když třikrát nepřekonal základní výšku 565 cm. Později skončil druhý na světovém atletickém finále ve Stuttgartu, kde zdolal 570 cm. Smolně pro něj skončila i účast na světovém šampionátu v Berlíně v roce 2009, když kvůli poraněnému kyčli nakonec nenastoupil do kvalifikace.

## Osobní rekordy
- hala – 585 cm – 9. března 2008, Valencie
- venku – 604 cm – 8. června 2008, Eugene – národní rekord